# BMW U11
La BMW U11 è la terza generazione della BMW X1, un'autovettura di tipo SUV di segmento C prodotta all'inizio di giugno 2022 dalla casa automobilistica tedesca BMW.

## Profilo e contesto

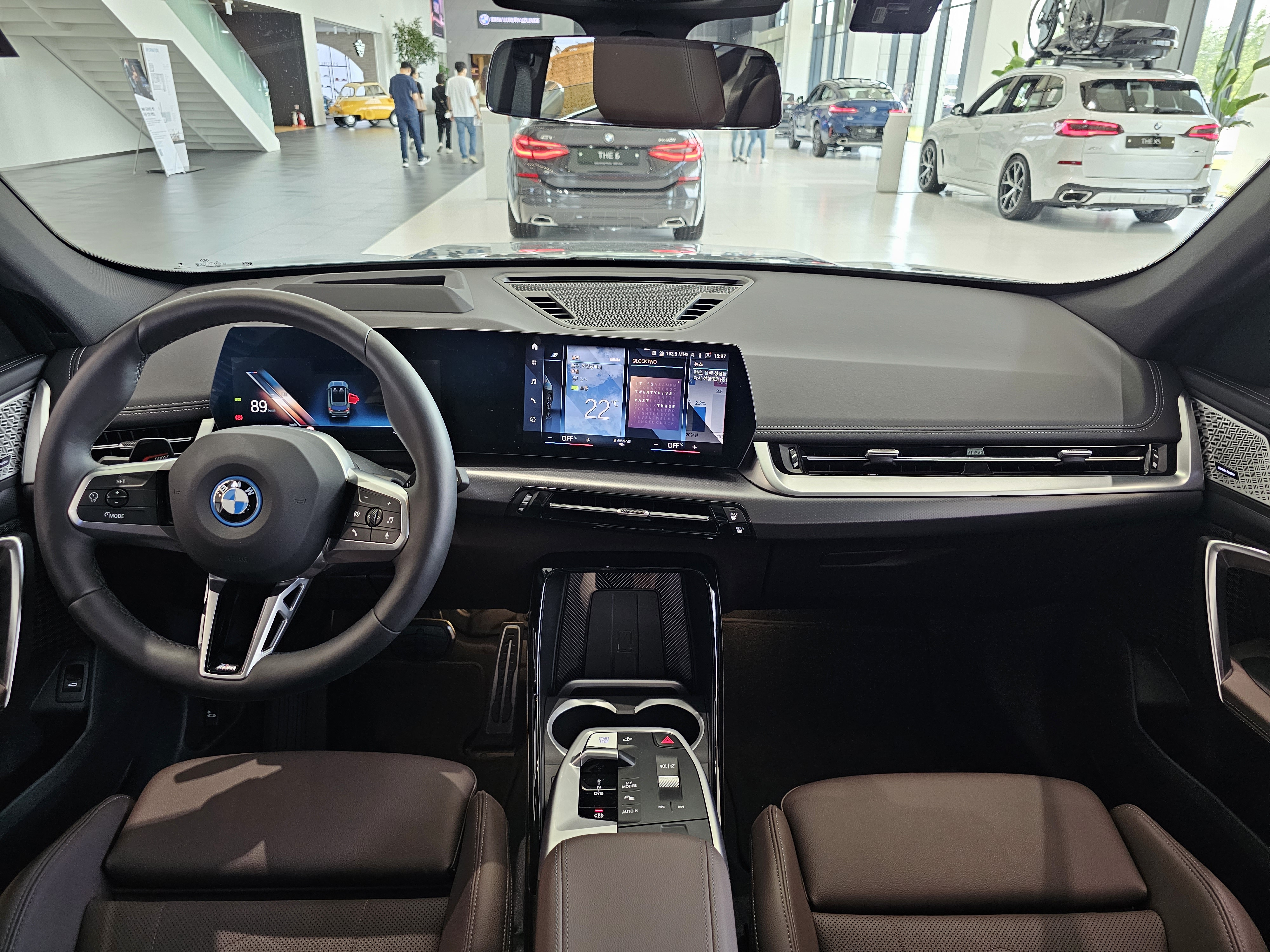
Interni

La terza generazione della BMW X1, che porta il numero di modello e progetto interno U11, va a sostituire la serie 48 ed è basata sulla nuova piattaforma di BMW chiamata FAAR, utilizzata per le vetture a trazione anteriore e condivisa con la BMW U06. La differenza principale della nuova piattaforma rispetto alla precedente è il cambiamento di motorizzazione che sono esclusivamente ibride (sia di tipo mild che plug in) e per la prima volta anche elettrica. 
La presentazione ufficiale è avvenuta a inizio giugno 2022 durante un evento riservato alla stampa specializzata, con l'assemblaggio iniziato nello stabilimento BMW di Ratisbona pochi giorni dopo.
La X1 U11 ha dimensioni esterne superiori e uno spazio di carico maggiore rispetto alla vecchia serie, nonché un inedito design interno caratterizzato da un unico display che funge da quadro strumenti e sistema multimediale posto sulla sommità del cruscotto e un esterno inedito più simile alla X3, con linee più squadrate e spigolose dove spiccano nuovi gruppi ottici a LED a forma di C e un doppio rene di maggiori dimensioni.
La gamma motori (tutti turbocompressi e dotati di serie con cambio automatico Getrag a doppia frizione) è composta da un 3 cilindri da 1,5 litri e 4 cilindri benzina e diesel da 2,0 litri. Le versioni base sono disponibili con la trazione anteriore (chiamati sDrive), mentre con la trazione integrale (xDrive) sono disponibile di serie per le versioni di fascia alta.